# スカボロー (トリニダード・トバゴ)
スカボロー（英語: Scarborough）とは、カリブ海のトリニダード・トバゴ共和国のトバゴ島にある大西洋に面した町。トバゴ島の行政中心地で、トバゴ議会が所在する。人口は1,167人（2011年国勢調査）。
1769年、イギリス領トバゴ議会がセント・ジョージ（現在のスタッドリー・パーク）からスカボローに移された。町外れの小高い丘に、1818年に建造されたキング・ジョージ砦（Fort King George）という砦があり、当時の大砲も何台か残っている。1889年にトバゴ島がトリニダード島に編入された後、1962年に英連邦王国内のトリニダード・トバゴとして独立。1980年にトバゴ島は自治権を獲得し、新たなトバゴ議会がスカボローで発足した。